# Theodor Heuss
Theodor Heuss (en allemand : /ˈteː.o.doːɐ̯ ˈhɔɪ̯s/ ), né le 31 janvier 1884 à Brackenheim et mort le 12 décembre 1963 à Stuttgart, est un homme politique libéral allemand. Il fut le premier président de la République fédérale d'Allemagne (Bundespräsident) de 1949 à 1959, à l'époque de l'Allemagne de l'Ouest, à la suite de l'occupation du pays après la Seconde Guerre mondiale.

## Biographie
Theodor Heuss, fils d'un architecte du gouvernement, fit toute sa scolarité à Heilbronn et obtint son baccalauréat en 1902. Il étudia ensuite l'économie, la littérature, l'histoire, la philosophie, l'histoire de l'art et les sciences politiques à l'université de Berlin et à l'université Louis-et-Maximilien de Munich et obtint son doctorat (sur « La viticulture et les viticulteurs à Heilbronn ») en 1905. Son éducation esthétique a fait de lui l'un des rares hommes de lettres actifs dans la politique allemande d'après-guerre (aux côtés notamment de Carlo Schmid, qui s'est présenté pour succéder à Heuss à la présidence fédérale en 1959, mais a été battu par Heinrich Lübke).
Après ses études, il rejoignit le cercle de Friedrich Naumann qui marquera fortement ses idées politiques et sociales. Il fut de 1905 à 1912 le rédacteur en chef du journal édité par Naumann, Die Hilfe (L'Aide). Le 11 avril 1908 à Strasbourg, il est marié à Elly Knapp par le pasteur Albert Schweitzer. Il fut par la suite rédacteur en chef du Neckar-Zeitung de 1912 à 1918, directeur d'études de 1920 à 1924, puis maître de conférences en politique à la Hochschule de Berlin jusqu'en 1933. Peu de temps après avoir déménagé à Heilbronn en 1913, il reprend également la rédaction de l'hebdomadaire politico-littéraire März, qui suit un cours critique à l'égard de l'État autoritaire wilhelminien, mais doit cesser de paraître à la fin de 1917 en raison de finances précaires.

## Carrière politique
Theodor Heuss fut élu député de district à Berlin-Schöneberg en 1919. Entre 1924 et 1928 puis entre 1930 et 1933 il fut député du Parti démocrate allemand (DDP) au Reichstag, parti qu'il a rejoint en 1918.
Le 23 mars 1933, avec les quatre autres députés du DDP, il vota en faveur de la Loi allemande des pleins pouvoirs de 1933 qui donna à Adolf Hitler le droit de promulguer des textes à portée législative sans approbation parlementaire. Plus tard sous le Troisième Reich, il fut contraint de diminuer ses activités éditoriales et politiques.
Après la chute du Reich, il fut ministre des Cultes du Land de Wurtemberg-Bade, au Landtag duquel il siégea de 1945 à 1949 pour le Parti populaire démocrate (DVP). Il fut favorable à la fusion des différents partis libéraux des zones d'occupation occidentales et atteignit ce but en 1948 avec la formation du Parti libéral-démocrate (FDP) dont il devint président la même année. Il fut membre du Conseil parlementaire chargé de la rédaction de la Loi fondamentale.

## Présidence fédérale
Après la Seconde Guerre mondiale et l'occupation du pays par les puissances alliées, la première Assemblée fédérale de l'Allemagne de l'Ouest élit président fédéral le 12 septembre 1949. La loi fondamentale de Bonn accorde au président essentiellement des fonctions représentatives, à l'inverse de la constitution de Weimar.
Theodor Heuss réussit à donner à la fonction de président fédéral la plus grande considération du peuple. Il renoua consciemment avec les traditions politiques, démocratiques et spirituelles interrompues par le régime nazi. Il mit l'accent de ses actions de politique intérieure sur l'harmonisation des oppositions politiques. Ses visites officielles permirent à l'Allemagne d'acquérir une considération croissante à l'étranger. Il fut reconduit dans ses fonctions en 1954. Il refusa en 1959 les changements de la Loi fondamentale nécessaires à un troisième mandat.
En 1959 il fut récompensé par le prix de la paix des libraires allemands. Il mourut le 12 décembre 1963 à Stuttgart.

## Décorations

### Nationales
- Grand-croix, classe spéciale de l'ordre du Mérite en tant que président fédéral d'Allemagne (1952)

### Étrangères
- Chevalier grand-croix au grand cordon de l'ordre du Mérite de la République italienne‎ (1953)[3]
- Chevalier grand-croix avec collier de l'ordre du Faucon (Islande, 1955)
- Grande étoile de l'ordre du Mérite en 1956[4]
- Grand-croix avec collier de l'ordre de la Croix du Sud (Brésil)

## Hommages
- À Berlin, la « Reichskanzlerplatz » est renommée « place Theodor-Heuss » en 1963 (de même pour la station de métro éponyme).
- Le pont Theodor-Heuss, qui enjambe le Rhin entre Cassel et Mainz-Altstadt en Allemagne, a été nommé en son honneur.
- La Fondation Président Theodor Heuss a été créée en 1994 pour commémorer la vie et l'œuvre de Heuss et pour contribuer à la compréhension de l'histoire récente. Elle gère la Maison Theodor Heuss à Stuttgart.